# Artillería antiaérea autopropulsada

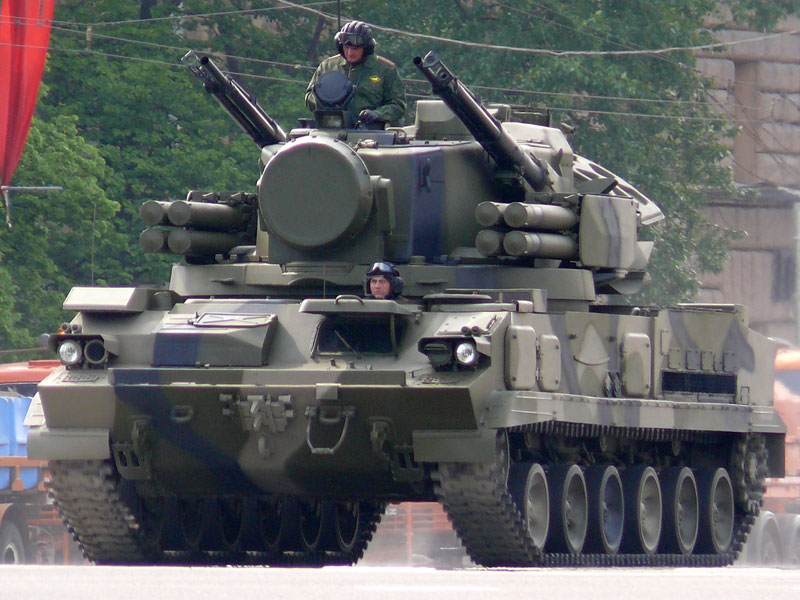
9K22 Tunguska, Día de la Victoria, Moscú, 2008.

La Artillería Antiaérea Autopropulsada (AAA), consiste en el uso y despliegue en el campo de batalla de Vehículos Antiaéreos Autopropulsados (VAA), vehículos móviles con armamento antiaéreo, conocido como artillería antiaérea. Un vehículo antiaéreo, también conocido como Cañón Antiaéreo Autopropulsado (CAA) o Sistema de Defensa Antiaérea Autopropulsado (SDAA), es un vehículo blindado de combate con capacidad antiaérea. 
Los sistemas de armas específicos utilizados incluyen ametralladoras, cañones automáticos, misiles, y algunos montan tanto armas como misiles de mayor alcance (por ejemplo, el Pantsir-S1). Las plataformas utilizadas incluyen tanto camiones militares como vehículos de combate más pesados, como vehículos de transporte blindado de personal y tanques, que ofrecen protección contra aviones, artillería y armas pequeñas para el despliegue en primera línea de fuego. 
Los cañones antiaéreos generalmente se montan en una torreta de desplazamiento rápido con una alta tasa de elevación, para rastrear aviones que se mueven rápidamente. A menudo se encuentran en monturas dobles o cuádruples, lo que permite una alta cadencia de tiro. Además, la mayoría de los cañones antiaéreos se pueden usar en una función de fuego directo contra objetivos de superficie con gran efecto. Hoy en día, los misiles (generalmente montados en torretas similares) han suplantado en gran medida a los cañones antiaéreos.

## Historia

### Primera Guerra Mundial

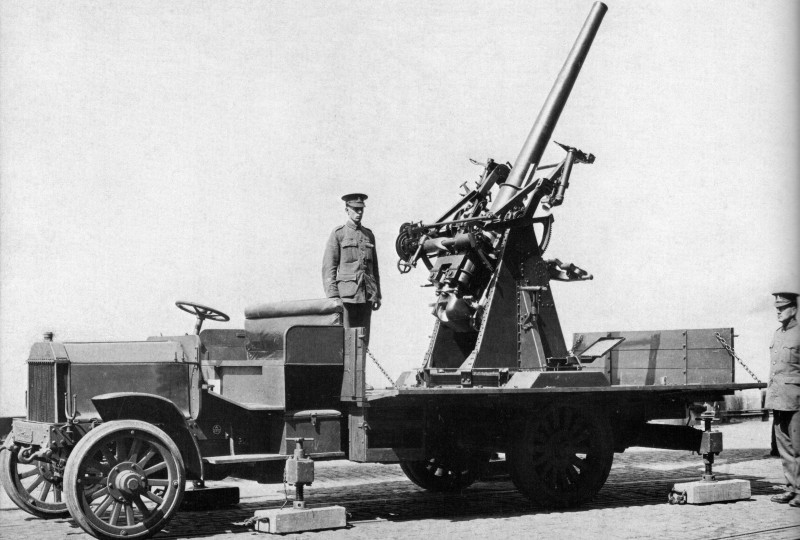
Fotografía del cañón antiaéreo británico QF de 3 pulgadas y 20 cwt montado en un camión militar Peerless, Primera Guerra Mundial.

Las ametralladoras antiaéreas se han montado durante mucho tiempo en camiones, y eran bastante comunes durante la Primera Guerra Mundial. Un predecesor del cañón antiaéreo alemán del calibre 88 milímetros, de la Segunda Guerra Mundial, el cañón antiaéreo alemán de 77mm de la Primera Guerra Mundial, estaba montado en camiones, y se usó con gran efecto contra los tanques británicos. También existió el flakpanzer a7v con cañones rusos capturados.  El QF británico de 3 pulgadas y 20 cwt se montó en camiones Peerless para su uso en el Frente occidental. Los británicos tenían otra arma antiaérea, el Cañón naval QF de 2 libras de 40mm, montado en un camión blindado llamado camión AA blindado Pierce-Arrow, que se produjo en cantidades limitadas y estuvo en servicio entre los años 1915 y 1917.

### Período de entreguerras

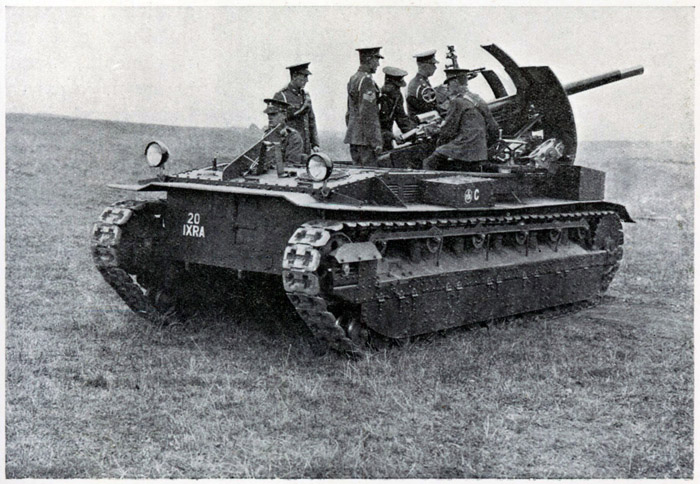
Cañón Birch en acción durante unas maniobras del Ejército Británico.

Entre las dos guerras mundiales, el Reino Unido desarrolló el cañón Birch, una pieza de artillería de uso general sobre un chasis blindado con orugas capaz de mantener la formación con sus tanques actuales sobre el terreno, el arma podía elevarse para uso antiaéreo. El cañón Birch fue construido en el Arsenal Real de Woolwich en 1925. El cañón Birch constaba de un chasis de tanque Vickers Medium Mark II, y estaba equipado con un cañón QF de 18 libras (83,8 mm). El motor de 8 cilindros, fabricado por Armstrong Siddeley, tenía 90 caballos de fuerza, y el vehículo podía alcanzar una velocidad máxima de 28 millas por hora (unos 45 kilómetros por hora).

### Segunda Guerra Mundial

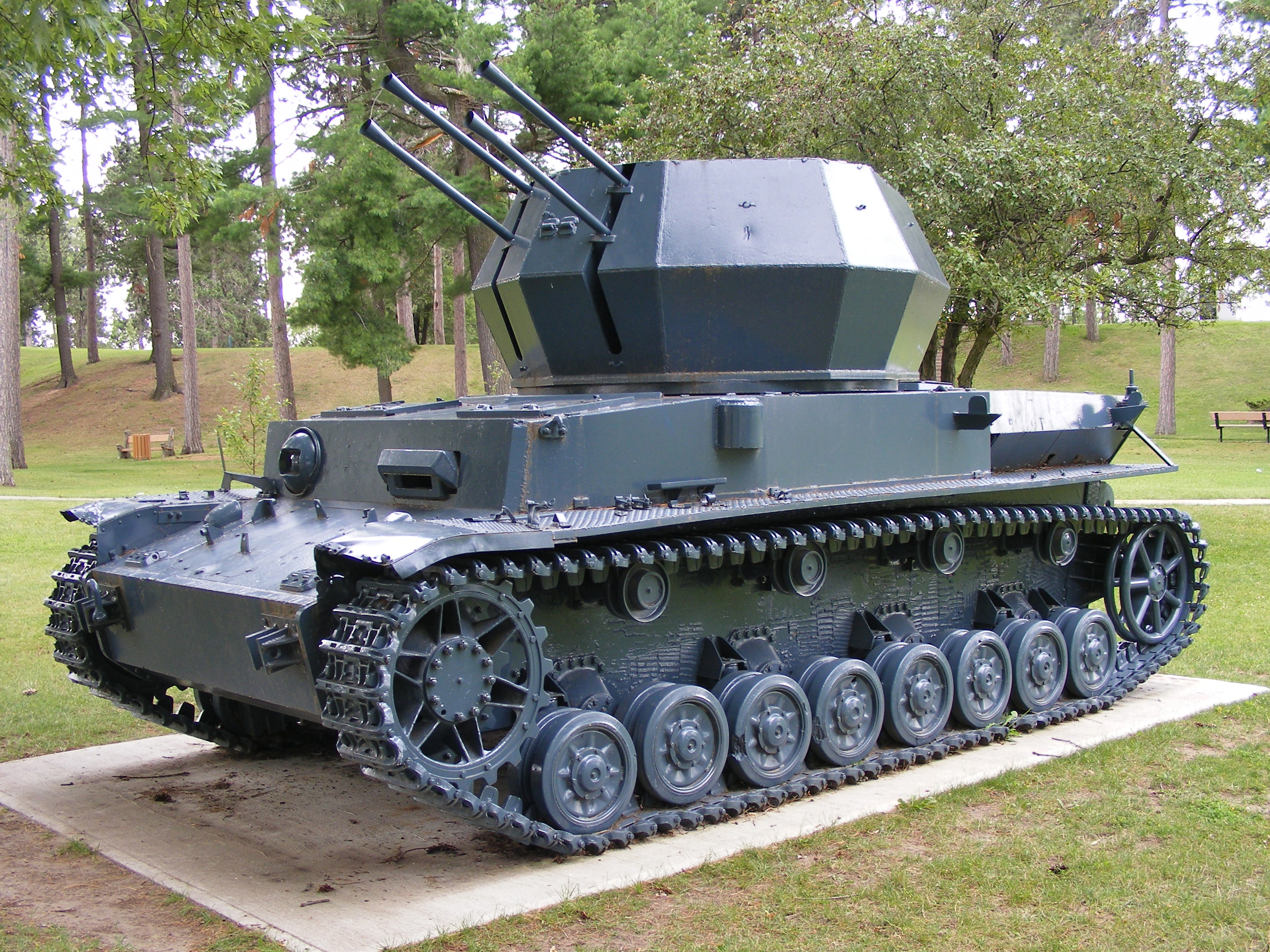
Flakpanzer IV Wirbelwind.

Vickers Armstrong desarrolló un CAA basado en el chasis del tanque ligero Vickers 6-ton Mark-E, y en el tractor de artillería Vickers Medium Dragon Mark IV, montando un cañón QF de 1 libra. 26 vehículos fueron vendidos a Tailandia y entraron en acción como cañones de apoyo de infantería y cañones antiaéreos durante la guerra franco-tailandesa.
Los británicos desarrollaron una versión del tanque ligero Mk VI armado con cuatro ametralladoras Besa que era conocido como tanque ligero AA Mk I. 
Entre los pioneros de los cañones antiaéreos autopropulsados se encontraban los militares alemanes. En el momento de empezar la guerra, desplegaron los cañones Sd.Kfz. 6/2 y 10/4.
Los vehículos semiorugas montaban cañones AA individuales de 20mm o 37mm (respectivamente). Más adelante en la guerra, los vehículos semiorugas alemanes similares montaron armas cuádruples de 20 mm.
Los cañones más grandes siguieron en camiones más grandes, pero estos montajes generalmente requerían una configuración fuera del camión para desmontar las patas estabilizadoras que necesitaban estos cañones. Una excepción a esta regla fue elCannone da 90/53italianoque fue muy eficaz cuando se montaba en camiones, un ataque conocido como "autocannoni da 90/53". El 90/53 era un arma temida, especialmente en el papel antitanque, pero solo se habían producido unos pocos cientos en el momento del armisticio en 1943. 
Otras naciones tendían a trabajar en chasis de camiones. A partir de 1941, los británicos desarrollaron un método de transporte para montar un cañón antitanque (inicialmente de 2 libras) en un camión. Esto fue para evitar que el arma se dañara al remolcarla a larga distancia a través de desiertos ásperos y pedregosos, y estaba destinado solo a ser un método de transporte, con el arma descargada para disparar. Sin embargo, las tripulaciones tendían a disparar sus armas desde sus vehículos por la movilidad que proporcionaba este método, con las consiguientes bajas. Sin duda, esto inspiró al Morris C9/B, un cañón AA Bofors de 40 mm, montado en un chasis derivado del camión Morris "Quad" Field Artillery Tractor. Tipos similares, basados en camiones de 3 toneladas, se produjeron en Gran Bretaña, Canadá y Australia, y juntos formaron los cañones AA autopropulsados más numerosos en el Ejército británico. 
El ejército de los EE. UU. trajo cañones AA Bofors de 40 mm remolcados por camiones junto con unidades montadas en camiones equipadas con torretas mecanizadas cuando navegaron, primero hacia Gran Bretaña y luego hacia Francia. 
Las torretas llevaban cuatro ametralladoras de 0,50pulgadas (12,7mm), que fueron diseñadas para ajustarse para converger en el único punto donde se esperaba que los aviones enemigos aparecieran a baja altura en la conducción de ametralladoras dirigidas a grandes unidades de infantería y artillería de campaña. 
El interés en el AA móvil se centró en vehículos más pesados con la masa y la estabilidad necesarias para entrenar fácilmente armas de todos los tamaños.Probablemente el deseo, particularmente en el ejército alemán, de que los vehículos antiaéreos estén blindados para su propia protección también contribuyó a esta tendencia. 
El concepto de un CAA blindado fue pionero en Hungría durante la Segunda Guerra Mundial, al producir el 40M Nimrod basado en la licencia Luftvärnskanonvagn L-62 Anti II, adquirida en Suecia. Alemania siguió más tarde con su serie "Flakpanzer". 
Los CAA alemanes de la Segunda Guerra Mundial incluyen el Möbelwagen, Wirbelwind, Ostwind y el Kugelblitz. Otras fuerzas siguieron con sus propios diseños, en particular el M16 estadounidense creado al montar ametralladoras cuádruples Browning M2, en un semioruga M3. 
Los británicos desarrollaron sus propios CAA, a lo largo de la guerra, montando varias ametralladoras y cañones ligeros en varios chasis de tanques y vehículos blindados, y en 1943, los tanques Crusader AA, que montaban el cañón Bofors de 40 mm o los cañones Oerlikon de 20 mm. Aunque se utilizaron durante los desembarcos de Normandía, en ese momento los aviones alemanes estaban contenidos por las propias fuerzas aéreas de los Aliados y en gran medida eran innecesarios.

### Guerra Fría

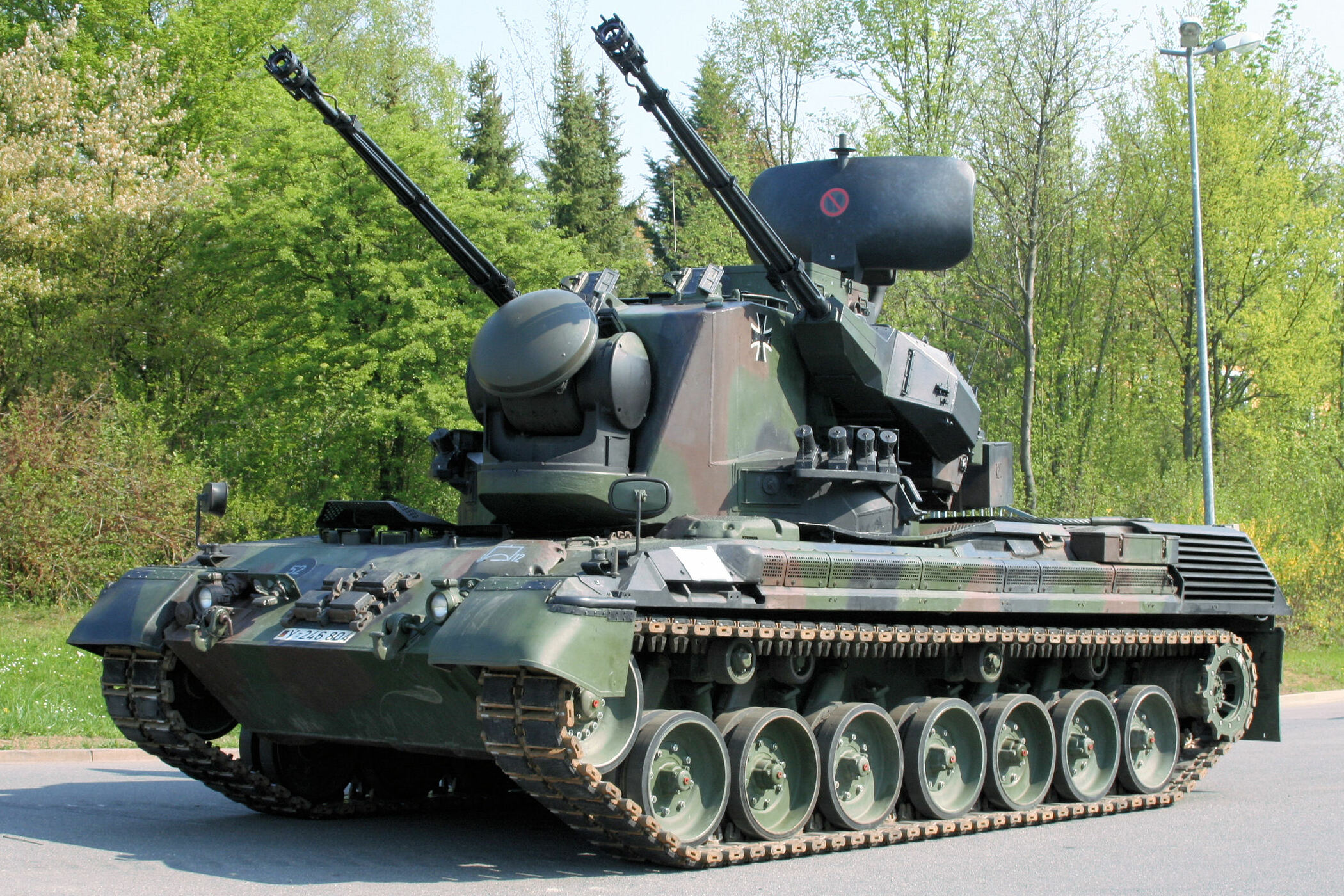
Vehículo blindado y sistema de defensa antiaérea alemán Flakpanzer Gepard.

El Flakpanzer Gepard, combina radares, control de fuego y dos cañones de 35mm, en una nueva torreta montada sobre el chasis de un tanque Leopard 1.
Típico de los diseños más modernos, el Tunguska-M1monta misiles y cañones. La introducción de motores a reacción, y la subsiguiente duplicación brusca de las velocidades de los aviones, redujeron en gran medida la eficacia de los CAA contra los aviones de ataque.
Una ronda típica de un CAA puede tener una velocidad inicial del orden de1.000 metros por segundo (3300ft/s),y puede tardar de dos a tres segundos en alcanzar un objetivo en su alcance máximo. Un avión que vuela a 1.000 kilómetros por hora (620 mph) se mueve a una velocidad de unos 280 metros por segundo (920 pies/s). Esto significa que la aeronave se habrá movido cientos de metros durante el tiempo de vuelo de los proyectiles, lo que complica enormemente el problema de apuntar, hasta el punto en que los blancos cercanos eran esencialmente imposibles de apuntar con miras manuales.
Esta velocidad también permitió que la aeronave volara rápidamente fuera del alcance de los cañones; incluso si la aeronave pasa directamente sobre el CAA, estaría dentro de su radio de disparo por menos de 30 segundos. 
El cañón antiaéreo autopropulsado Tipo 87, es un arma de defensa antiaérea japonesa, construida alrededor del sistema de cañón doble Oerlikon de 35mm usado en el cañón antiaéreo autopropulsado Gepard. El sistema utiliza un chasis de tanque Tipo 74 modificado.
El K-30 Biho es un sistema de artillería antiaérea autopropulsada, que está equipado con un afuste doble de cañones del calibre 30 mm, y que fue desarrollado para satisfacer las necesidades operativas del Ejército de la República de Corea.
El desarrollo de CAA continuó a principios de la década de 1950, con cañones cada vez más grandes, mejorando el alcance y permitiendo que el enfrentamiento se llevara a cabo a distancias más largas donde el ángulo de ataque era más pequeño y apuntar era más fácil. Los ejemplos incluyen el M42 Duster de EE. UU. de 40 mm y el ZSU-57-2 soviético de 57 mm. Sin embargo, ambos estaban esencialmente obsoletos antes de entrar en servicio y encontraron empleo únicamente en la función de fuego de apoyo contra blancos en tierra. El M42 se introdujo en la guerra de Vietnam para contrarrestar una esperada ofensiva aérea de Vietnam del Norte, pero cuando esto no se materializó, se utilizó como un arma efectiva de fuego directo. El ZSU-57 encontró un uso similar en las guerras yugoslavas, donde su fuego de ángulo alto fue útil en el terreno montañoso. 
A fines de la década de 1950, el ejército de los EE. UU. había renunciado al concepto CAA, considerando que todas las armas basadas en armas eran inútiles contra los aviones modernos. En general, muchas fuerzas sostuvieron esta creencia, y el papel antiaéreo se centró casi exclusivamente en los sistemas de misiles. 

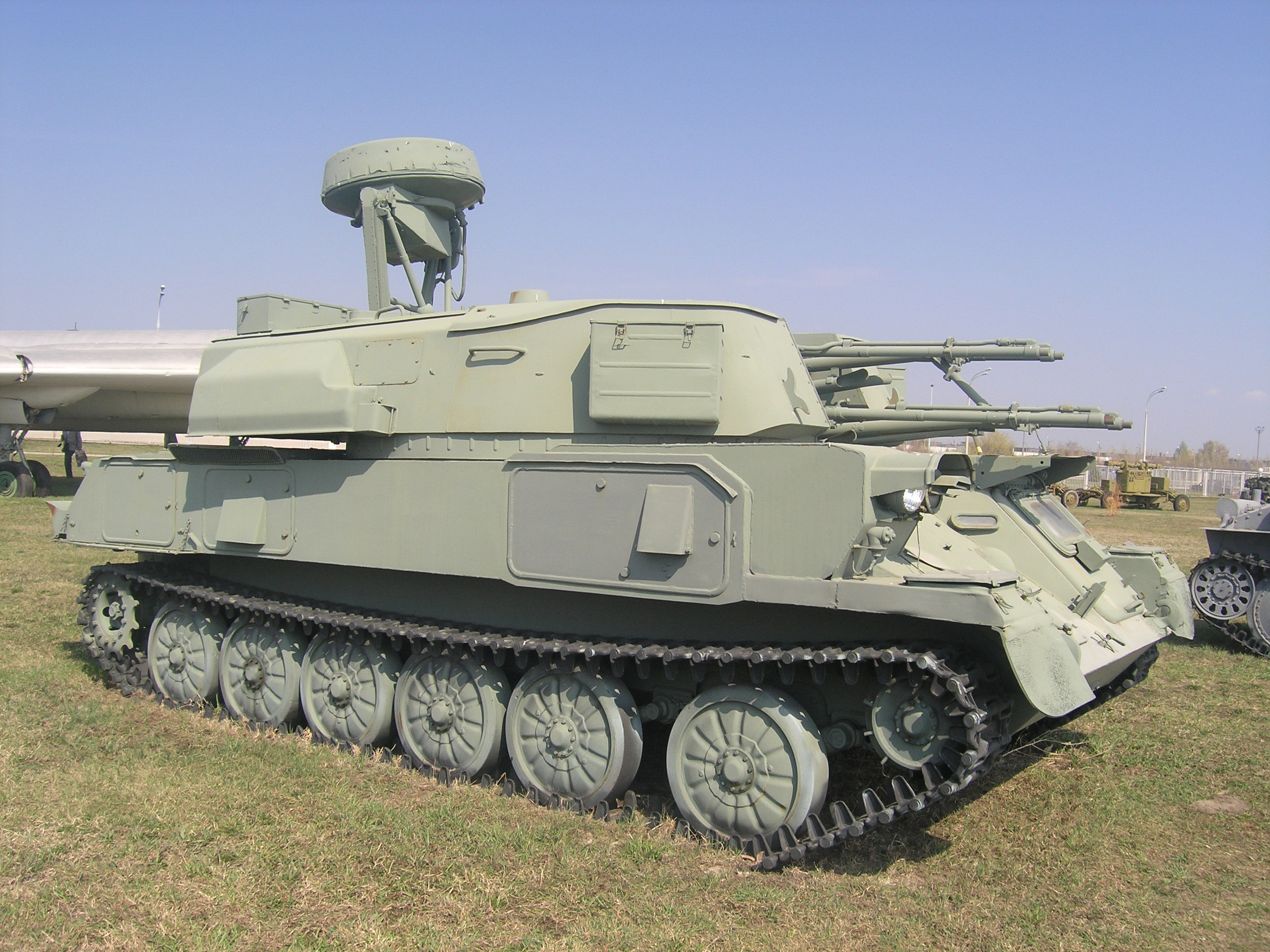
ZSU-23-4, Toliatti, Rusia.

La Unión Soviética inició el desarrollo de un nuevo CAA en 1957, el ZSU-23-4 entró en servicio en 1962, este sistema antiaéreo incluía radares de búsqueda y seguimiento, control de fuego integrado, y colocación automática de armas, lo que aumentó considerablemente su efectividad contra objetivos modernos. El ZSU-23 demostró ser muy efectivo cuando se usó junto con los SAM; la presencia de los misiles SAM, obligó a los aviones a volar bajo para evitar sus radares, colocándolos dentro del alcance de los ZSU. El éxito del ZSU-23 condujo a un resurgimiento del desarrollo de más CAA. Esto también fue impulsado por la introducción dehelicópteros de ataqueen la década de 1970, que podían esconderse detrás del terreno y luego aparecer en un ataque que duraba solo unas pocas decenas de segundos; los misiles eran ineficaces a bajas altitudes, mientras que los helicópteros a menudo estaban dentro del alcance de las armas para un contraataque rápido. Entre estos últimos sistemas destaca el tanque alemán Gepard, el primer CAA occidental que ofrece un rendimiento igual o mejor que el ZSU soviético. Este sistema fue ampliamente copiado en varias fuerzas de la OTAN. 
El desarrollo de CAA continúa, con muchos ejemplos modernos que a menudo combinan armas y misiles de corto alcance. Los ejemplos incluyen el Tunguska-M1 soviético y ruso, que reemplazó al ZSU-23 en servicio, las versiones más nuevas del Gepard, el Tipo 95 CAA chino y la torreta Marksman británica, que se puede usar en una amplia variedad de plataformas. 

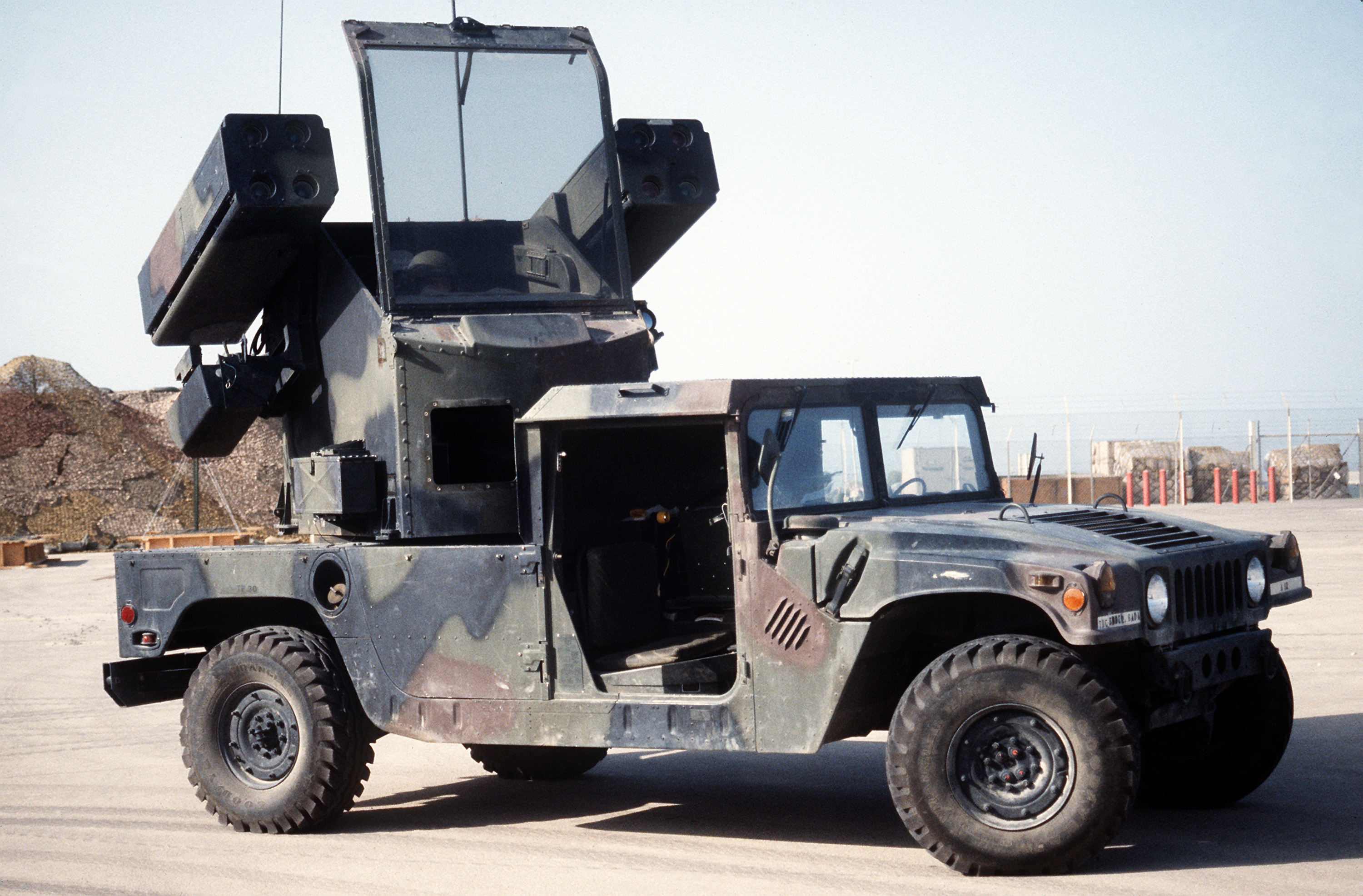
Sistema de misiles guiados por infrarrojos M1097 Avenger.

Algunas fuerzas, como el Ejército de los Estados Unidos y el Cuerpo de Marines de Estados Unidos (USMC), en su mayoría han renunciado a las armas autopropulsadas en favor de sistemas con misiles tierra-aire guiados por infrarrojos de corto alcance como el M1097 Avenger y el M6 Linebacker, que no requieren radar para ser precisos, y en general, son más confiables y rentables en el campo de batalla, aunque su capacidad para proporcionar apoyo en tierra es más limitada. El Ejército de Estados Unidos utilizó el M163 VADSy desarrolló el diseño del CAA Sargento York M247.